# Урсодезоксихолева кислота
Урсодезоксихолева кислота (англ. Ursodeoxycholic acid, лат. Acidum ursodeoxycholicum), також Урсодеоксихолева кислота — природний лікарський препарат, який є третинною жовчною кислотою, та є епімером первинної хеноксидезоксихолевої кислоти, та є кінцевим продуктом метаболізму холестерину, та відноситься до групи гепатопротекторів та жовчогінних препаратів. Урсодезоксихолева кислота застосовується перорально.

## Історія
Уперше урсодезоксихолева кислота була виділена з жовчі білого ведмедя в 1902 році професором біохімії Уппсальського університету Олофом Хаммарстеном, який початково назвав її урсохолеїновою кислотою, але не встановив її структуру. У 1932 році М. Шода з Медичного університету префектури Окаяма виділив урсодезоксихолеву кислоту з жовчі гімалайського ведмедя та кристалізував її, а в 1936 році групою під керівництвом Т. Івасакі було встановлено хімічну структуру урсодезоксихолевої кислоти. У 1954 році Т. Каназава з Токійського технічного інституту розробив ефективний дешевий метод синтезу урсодезоксихолевої кислоти з холевої кислоти з виходом продукції в 96 %, і за цією технологією компанія «Tokyo Tanabe» в 1957 році випустила на фармацевтичний ринок перший лікарський препарат урсодезоксихолевої кислоти. Лише в 1959 році Дж. Сьовал виявив невелику кількість урсодезоксихолевої кислоти в жовчі людини.

## Фармакологічні властивості
Урсодезоксихолева кислота — природний лікарський препарат, який є однією із жовчних кислот, та є похідним хеноксидезоксихолевої кислоти. Механізм дії урсодезоксихолевої кислоти полягає в тому, що вона, на відміну від більшості жовчних кислот, є гідрофільною молекулою, тому вона може витісняти інші жовчні кислоти, всмоктування яких є токсичним для організму, із ентерогепатичної циркуляції, чим попереджується токсична дія жовчних кислот на гепатоцити та епітелій жовчних проток. Також урсодезоксихолева кислота має антиоксидантну дію, та може сама вбудовуватися в мембрани гепатоцитів, та виявляти цитопротекторну та імуномодулюючу дію. Урсодезоксихолева кислота має жовчогінний ефект за рахунок так званого «холегепатичного шунта» (повернення жовчі з канальців до синусоїдальної мембрани через перибіліарні сплетення) завдяки пасивному току води та електролітів, що знижує підвищений осмотичний тиск, зумовлений виділенням жовчних кислот до жовчних канальців, а також завдяки секреції гідрокарбонатних іонів. Також вона має здатність розчиняти холестеринові камені в жовчевому міхурі, та зменшує літогенність жовчі. Урсодезоксихолева кислота також запобігає апоптозу, найімовірніше внаслідок гальмування викиду цитохрому c та запуску каскаду каспаз. Урсодезоксихолева кислота має гіпохолестеринемічний ефект та сприяє покращенню ліпідного обміну шляхом зменшення всмоктування холестерину в кишечнику, пригнічення синтезу холестерину в печінці, активації виділення холестерину в жовч, та підвищення екскреції ліпопротеїнів дуже низької густини. Крім того, урсодезоксихолева кислота активує кілька механізмів утилізації ліпідів та контролює рівень холестерину в печінці. Препарат також утворює з молекулою холестерину рідкі кристали в кишечнику, що перешкоджає всмоктуванню холестерину. Урсодезоксихолева кислота має також протипухлинну дію, та за даними клінічних досліджень може спричинювати апоптоз клітин гепатоцелюлярної карциноми. Окрім цього, урсодезоксихолева кислота зменшує частоту виникнення гепатоцелюлярної карциноми у хворих гепатитом C.
Урсодезоксихолева кислота застосовується в лікуванні низки захворювань гепатобіліарної зони. Урсодезоксихолева кислота вважається препаратом першої лінії при лікуванні первинного біліарного цирозу печінки. Хоча застосування препарату за результатами клінічних досліджень не впливає на загальну смертність, частоту потреби в трансплантації печінки, та розвиток печінкової недостатності, проте при застосуванні урсодезоксихолевої кислоти значно покращуються біохімічні показники та результати гістологічних досліджень печінки. Урсодезоксихолеву кислоту можна застосовувати й у комплексній терапії після трансплантації печінки. Також препарат є ефективним при всіх видах біліарної дисфункції (новий термін на заміну старішого терміну «дискінезія жовчних шляхів»). При аутоімунних гепатитах усодезоксихолева кислота хоч і не є препаратом першої лінії в лікуванні цього захворювання, вона може застосовуватися в комплексній терапії разом із цитостатиками та кортикостероїдами. При неалкогольній жировій хворобі печінки, зокрема при неалкогольному стеатогепатиті, урсодезоксихолева кислота входить до протоколів лікування та до складу схем лікування, прот при її застосуванні не доведено покращення гістологічної структури печінки. Також урсодезоксихолеву кислоту рекомендовано застосовувати при синдромі холестазу у вагітних. При первинному склерозуючому холангіті урсодезоксихолева кислота розглядається як один із найперсперспективніших засобів у його лікуванні. Застосовується препарат і при алкольному ураженні печінки, хоча при цій патології ефективність його не є такою високою.
Урсодезоксихолева кислота може застосовуватися й при лікуванні низки інших хвороб. Зокрема, ефективність препарату показана при біліарному рефлюкс-гастриті, метаболічному синдромі, муковісцидозі, хворобі Крона та неспецифічному виразковому коліті, опісторхозі, гепатоцелюлярній карциномі, серцевій недостатності та кардіальному цирозі печінки, для профілактики і лікування медикаментозних уражень печінки. Вивчається можливість застосування урсодезоксихолевої кислоти при захворюваннях суглобів.

### Фармакокінетика
Урсодезоксихолева кислота швидко та повністю всмоктується, біодоступність в таблетках становить 60—80 %, а у вигляді капсул — до 90 %. Після всмоктування урсодезоксихолева кислота практично повністю кон'югує в печінці, ступінь зв'язування її з білками становить 70 %. Урсодезоксихолева кислота концентрується в жовчі, й при тривалому прийомі стає основним її компонентом. Урсодезоксихолева кислота метаболізується в печінці, та виводиться з організму з калом. Період напіввиведення препарату становить 3,5‒5,8 дня.

## Покази до застосування
Урсодезоксихолева кислота застосовується у лікуванні первинного біліарного цирозу печінки за умови відсутності декомпенсованого цирозу печінки, розчинення рентгеннегативних холестеринових жовчних каменів у хворих з функціонуючим жовчним міхуром, у комплексному лікуванні муковісцидозу в дітей віком від 6 до 18 років, у лікуванні біліарного рефлюкс-гастриту.

## Побічна дія
При застосуванні урсодезоксихолевої кислоти побічні ефекти спостерігаються рідко. Найчастішими побічними ефектами препарату є діарея, парадоксальне підвищення рівня активності трансаміназ у крові, алергічні реакції, шкірний свербіж, нудота, біль у животі, зокрема в епігастрії або правому підребер'ї, декомпенсація цирозу печінки.

## Протипокази
Урсодезоксихолева кислота протипоказана при підвищеній чутливості до препарату, гострому холециститі або холангіті, непроходністі жовчних протоків, частих епізодах печінкових колік, наявності рентгеноконтрастних кальцифікованих каменів жовчного міхура, порушенні скоротливості жовчного міхура, після невдалого результату портоентеростомії або відсутність адекватного жовчного відтоку у дітей з атрезією жовчних шляхів, цирозі печінки у стадії декомпенсації.

## Форми випуску
Урсодезоксихолева кислота випускається у вигляді таблеток і капсул по 250, 300 і 500 мг, та оральної суспензії по 250 мг/5 мл у флаконах по 200 і 250 мл.